# Enfermedad de desgaste crónico
La Enfermedad de desgaste crónico, comúnmente conocida como enfermedad del ciervo zombie, o CWD por sus siglas en inglés, es una encefalopatía espongiforme transmisible (EET) del ciervo mula, ciervo de cola blanca, ciervo canadiense (o «wapiti»), alce y el caribú.
La CWD afecta principalmente a los miembros de la familia de los ciervos, aunque se demostró la transmisión de la CWD a monos, ardillas y ratones con genes humanos. En 1967, la CWD se identificó por primera vez en el ciervo mula en un centro de investigación de vida silvestre en el norte de Colorado, Estados Unidos. Inicialmente se reconoció como un «síndrome de desgaste» clínico y luego, en 1978, se identificó más específicamente como una encefalopatía espongiforme transmisible. Desde entonces, la CWD se ha extendido a poblaciones de animales en cautividad y en libertad en 26 estados de los Estados Unidos y tres provincias canadienses. La CWD se caracteriza por la pérdida crónica de peso que conduce a la muerte. No se conoce ninguna relación entre la CWD y cualquier otra EET de animales o personas.
Aunque en la prensa popular se han publicado informes de que los humanos se han visto afectados por la CWD, un estudio realizado por los Centros para el Control y Prevención de Enfermedades sugiere que «se necesitan [más] estudios epidemiológicos y de laboratorio para monitorear la posibilidad de tales transmisiones». El estudio epidemiológico concluyó además, «como medida de precaución, que los cazadores deben evitar comer venados y tejidos de alces que padezcan de la CWD (por ejemplo, el cerebro, la médula espinal, los ojos, bazo, amígdalas y ganglios linfáticos) de las áreas donde se ha tenido esta enfermedad».

## Signos y síntomas
La mayoría de los casos de CWD ocurren en animales adultos; El animal más joven diagnosticado con CWD natural fue de 17 meses. La enfermedad es progresiva y letal. Los primeros signos son dificultades en el movimiento. El signo clínico más evidente y constante de la CWD es la pérdida de peso con el tiempo. Los cambios de comportamiento también se producen en la mayoría de los casos, como la disminución de las interacciones con otros animales, la apatía, el temblor al caminar, las caminatas repetitivas en patrones determinados y el nerviosismo son algunos de los síntomas más comunes. También se observa salivación excesiva y el rechinar de los dientes. La mayoría de los ciervos muestran mayor consumo de agua y micción; El aumento del consumo de agua y la salivación pueden contribuir a la propagación de la enfermedad.

## Epidemiología
El origen y el modo de transmisión de los priones que causan CWD es desconocido, pero investigaciones recientes indican que los priones pueden ser excretados por ciervos y alces, y se transmiten al comer pasto que crece en suelos contaminados. Los animales nacidos en cautiverio y los nacidos en la naturaleza han sido afectados con la enfermedad. Según la epidemiología, se cree que la transmisión de la CWD es lateral (de animal a animal). La transmisión materna puede ocurrir, aunque parece ser relativamente poco importante para mantener las epidemias. La saliva de un ciervo infectado es capaz de propagar los priones de la CWD. La exposición entre animales se asocia con compartir alimentos y fuentes de agua contaminadas con priones de CWD arrojados por venados enfermos.
La enfermedad se identificó por primera vez en 1967 en una manada cerrada de ciervos mula en porciones contiguas del noreste de Colorado. En 1980, se determinó que la enfermedad era una EET. Se identificó por primera vez en alces y mulas silvestres en 1981 en Colorado y Wyoming, y en alces de granja en 1997.
En mayo de 2001, también se encontró CWD en venados que viven en libertad en la zona suroeste de Nebraska (adyacente a Colorado y Wyoming) y luego en áreas adicionales en el oeste de Nebraska. El área limitada del norte de Colorado, el sur de Wyoming y el oeste de Nebraska, en la que se han encontrado ciervos, alces y/o alces positivos para la CWD, se conoce como área endémica. El área en 2006 se ha expandido a seis estados, incluidas partes del este de Utah, suroeste de Dakota del Sur y noroeste de Kansas. Además, se han encontrado áreas no contiguas (al área endémica) en el centro de Utah y en el centro de Nebraska. Los límites de las áreas afectadas no están bien definidos, ya que la enfermedad tiene una incidencia baja y la cantidad de muestreo puede no ser adecuada para detectarla. En 2002, se detectó CWD en venados salvajes en el centro-sur de Wisconsin y el norte de Illinois y en un área aislada del sur de Nuevo México. En 2005, se encontró en venados salvajes de cola blanca en Nueva York y en el condado de Hampshire, Virginia Occidental. En 2008, el primer caso confirmado de CWD en Míchigan se descubrió en un ciervo infectado en un centro cerrado de cría de ciervos. También se encuentra en las provincias canadienses de Alberta y Saskatchewan.
En febrero de 2011, el Departamento de Recursos Naturales de Maryland informó el primer caso confirmado de la enfermedad en ese estado. El animal afectado era un ciervo de cola blanca el cual fue muerto por un cazador.

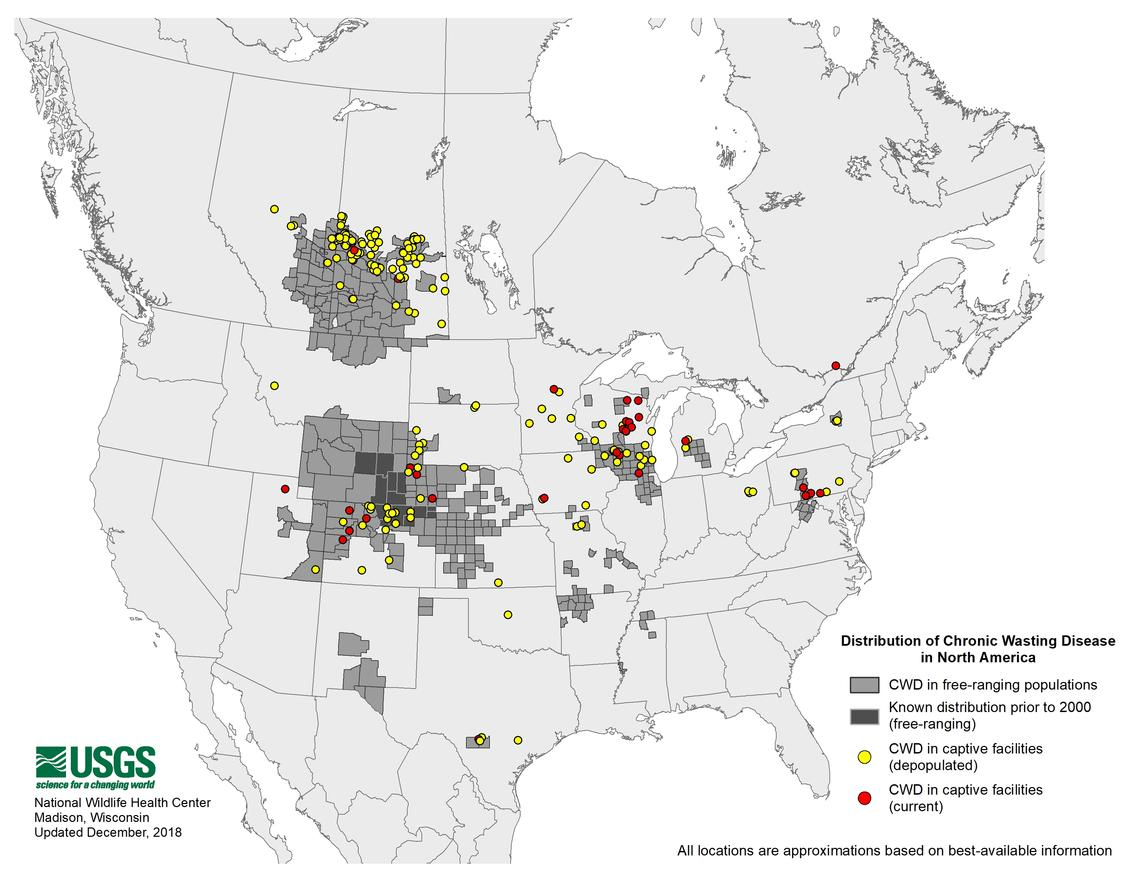
Enfermedad de desgaste crónico en América del Norte (gráfico en inglés)

La CWD también se ha diagnosticado en alces de granja y en manadas de ciervos en varios estados y en dos provincias canadienses. La primera manada de alces de granja con la enfermedad en los Estados Unidos se detectó en 1997 en Dakota del Sur. Desde entonces, se han encontrado manadas de alces con la enfermedad y manadas de ciervos de cola blanca  en los condados de: Dakota del Sur (7), Nebraska (4), Colorado (10), Oklahoma (1), Kansas (1), Minnesota (3), Montana (1), Wisconsin (6) y Nueva York (2). A partir de otoño de 2006,  cuatro manadas de alces con la CWD en Colorado y una manada de ciervos de cola blanca en Wisconsin permanecen bajo cuarentena estatal. Todas las demás manadas han sido sacrificadas y la cuarentena se ha levantado en una manada que se sometió a una vigilancia rigurosa sin más evidencia de enfermedad. La CWD también se ha encontrado en alces de granja en las provincias canadienses de Saskatchewan y Alberta. Un estudio retrospectivo también mostró que los ciervos mula exportados desde Denver al zoológico de Toronto en la década de 1980 fueron afectados. En junio de 2015, la enfermedad se detectó en un venado de cola blanca macho en un rancho de cría en el condado de Medina, Texas. Los funcionarios estatales sacrificaron a 34 ciervos en un esfuerzo por contener un posible brote.
En febrero de 2018, el Departamento de Vida Silvestre, Pesca y Parques de Mississippi anunció que un ciervo de Mississippi dio positivo en una prueba de detección de enfermedades crónicas.